# Някс, Ханс
Ханс Някс (эст. Hans Näks; 22 февраля 1961, Вильянди) — советский и эстонский футболист, защитник.

## Биография
Воспитанник клуба «Вильянди». С 16-летнего возраста играл во взрослом футболе на уровне чемпионата Эстонской ССР среди КФК в высшей и первой лигах за «Вильянди» и таллинские «Ноорус» и «Норму». В 1983 году был приглашён во вновь созданную команду мастеров второй лиги СССР ШВСМ (Таллин), позже переименованную в «Спорт», в ней за шесть сезонов сыграл 130 матчей и забил один гол.
В конце 1988 года без разрешения советских органов сбежал в Швецию, там выступал за клуб третьего дивизиона «Багармоссен-Беллевью» (Стокгольм).
В сезоне 1994/95 играл в высшей лиге Эстонии за «Норму», провёл 21 матч, его клуб финишировал на шестом месте, но покинул элитный дивизион из-за финансовых проблем. На следующий сезон игрок продолжал выступать за «Норму» в первой лиге. В августе 1994 года провёл 2 матча за «Норму» в Кубке обладателей кубков. Последние матчи в карьере сыграл в 2000 году в клубе третьей лиги Эстонии «Трумми» (Таллин).
В 2018 году играл в матче сборной ветеранов Эстонии против Финляндии.